# 조지프 로트블랫

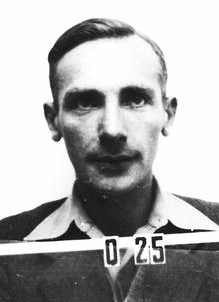
조지프 로트블랫(1944년)

조지프 로트블랫 경(영어: Sir Joseph Rotblat, 폴란드어: Józef Rotblat 유제프 로트블라트[*], KCMG, CBE, FRS, 문화어: 죠세프 로트블래트, 1908년 11월 4일~2005년 8월 31일)은 폴란드에서 태어나 교육을 받은 유대계 물리학자이다.

## 생애
바르샤바 대학교에서 박사 학위를 졸업했고 1939년 제2차 세계 대전이 발발하자 리버풀로 이주하였다. 한때 제임스 채드윅과 함께 미국의 원자 폭탄 개발 계획인 맨해튼 계획에 참여하기도 했으며 1946년 영국 국적을 취득했다. 1949년부터 Ad 1972년까지 런던 대학교 물리학 교수를 지냈다.
1955년 러셀-아인슈타인 선언에 서명했으며 1957년 퍼그워시 회의를 설립했다.
1992년 알베르트 아인슈타인 평화상을 수상했고 1995년 핵무기 반대 운동을 주도한 공로를 인정받아 퍼그워시 회의와 함께 노벨 평화상을 수상했다.

## 서훈
- 1965년 대영 제국 훈장 3등급(CBE)
- 1998년 세인트마이클앤드세인트조지 훈장 2등급(KCMG, 작위급 훈장)